# Ekran (satelliet)

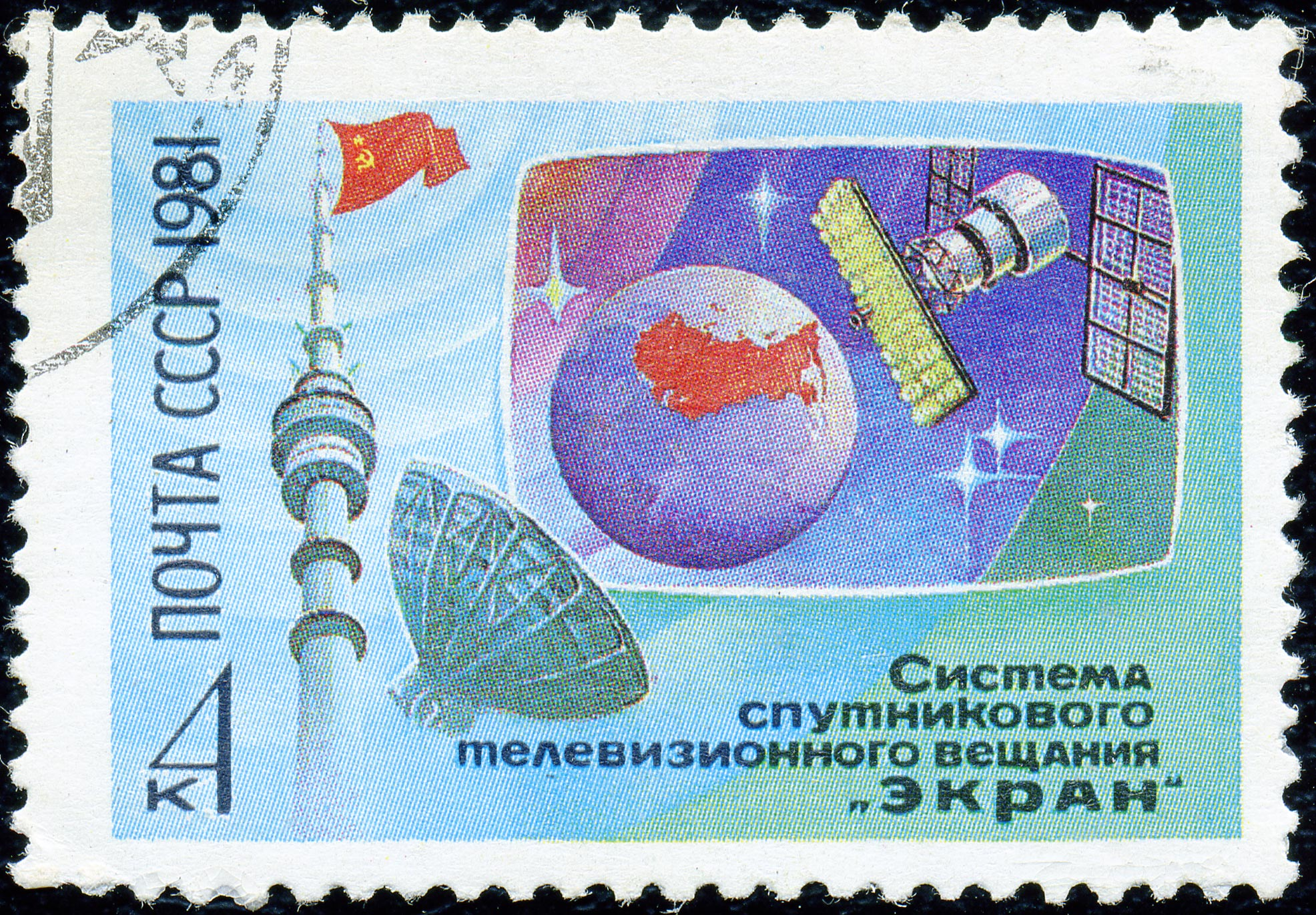
Ekran op Russische postzegel

Ekran (Russisch: Экран, "Beeldscherm") was een Russische tv-omroepsatelliet uit de vorige eeuw. Deze satellieten werden gelanceerd tussen 1976 en 2001. Ze werden gebruikt voor doorgifte van tv-beelden uit Moskou naar het dunbevolkte platteland. 

## Ontstaansreden
Siberië en de noordelijk gelegen streken van de Sovjet-Unie kenden een lage bevolkingsdichtheid. De gangbare typen zenders, ontvangers en grondstations toepassen bleek in deze streken niet rendabel. De Ekranserie bood een betaalbaar alternatief. Hoewel oorspronkelijk niet bedoeld voor individuele ontvangst, beschikten vele woningen al snel over een harkantenne. Het systeem was eigenlijk bedoeld om tv-beelden in kleur of zwart/wit over te seinen naar relatief eenvoudige dus goedkope grondstations in kleine dorpen, die de signalen verder verspreidden. Dit type kunstmaan beschikte over zenders met een aanmerkelijk hoger vermogen dan vergelijkbare communicatiesatellieten. Bovendien konden beelden in smalle bundels naar de Aarde worden gestuurd. Het werkgebied van de Ekran omvatte ± 9 miljoen km² en deze kunstmanen bedienden 40% van de Sovjet-Unie. Omstreeks 1982 waren er 200 miljoen televisiekijkers in de Sovjet-Unie, waarvan ruim een derde de programma's via de satelliet ontving. Hier was een netwerk van ettelijke duizenden (3000) ontvangstations voor gebouwd.

## Opbouw
De Ekran was opgebouwd uit één stuk, met boven twee zonnepanelen met een oppervlakte van 25 m² op een uitschuifbare stang, die 1280 W vermogen aan de accu's leverden. Direct daaronder bevond zich een drieassig stabilisatiesysteem, dat boven de zender (C-band) was geplaatst. Het standregelsysteem wees met een maximale afwijking van 0,25° naar het middelpunt van de Aarde. Onderaan hingen de antenne-array's die 12 m² omsloegen. Op een golflengte van 702-726 MHz zonden deze uit met een vermogen van 2 kW. Temperatuurcontrole geschiedde door middel van een gas-/vloeistofkoeling. Stuurraketjes voorzagen in kleine baancorrecties. De Ekran verzorgde tv-uitzendingen gedurende 12 à 16 uur per dag. Zwak punt was echter de verwachte levensduur, die met drie jaar vrij laag was. Deze kunstmanen hadden een gewicht van 1970 à 2000 kg.
Een gemoderniseerde versie, de Ekran-M, beschikte over twee zenders en zonnepanelen die 1,8 kW opwekten. Maar vooral de verbeterde verwachte levensduur viel op: negen jaar.